# Napanoch, New York
Napanoch, New York (енгл. Napanoch) насељено је место без административног статуса у америчкој савезној држави Њујорк.

## Демографија
По попису из 2010. године број становника је 1.174, што је 6 (0,5%) становника више него 2000. године.
| Група             | 2000.         | 2010.       |
| Белци             | 1.081 (92,6%) | 968 (82,5%) |
| Афроамериканци    | 14 (1,2%)     | 40 (3,4%)   |
| Азијати           | 12 (1,0%)     | 6 (0,5%)    |
| Хиспаноамериканци | 35 (3,0%)     | 139 (11,8%) |
| Укупно            | 1.168         | 1.174       |